# Trinity and Brazos Valley Railway
Le Trinity and Brazos Valley Railway (TBV) était un chemin de fer américain de classe I qui fut créé au Texas le 17 octobre 1902, initialement pour relier le  Comté de Johnson à la région de  Beaumont à proximité du Golfe du Mexique. 
Il tire son nom de la rivière Trinity et du fleuve Brazos. Il se surnommait le "Valley Road," mais était communément appelé le “Boll Weevil," (charançon du coton). En 1930 il fut réorganisé sous le nom de Burlington-Rock Island Railroad

## Histoire
La première ligne relia Hillsboro, Texas à Mexia en octobre 1903. Elle fut prolongée au nord jusqu'à Cleburne en janvier 1904, totalisant 125,5 km de voie.

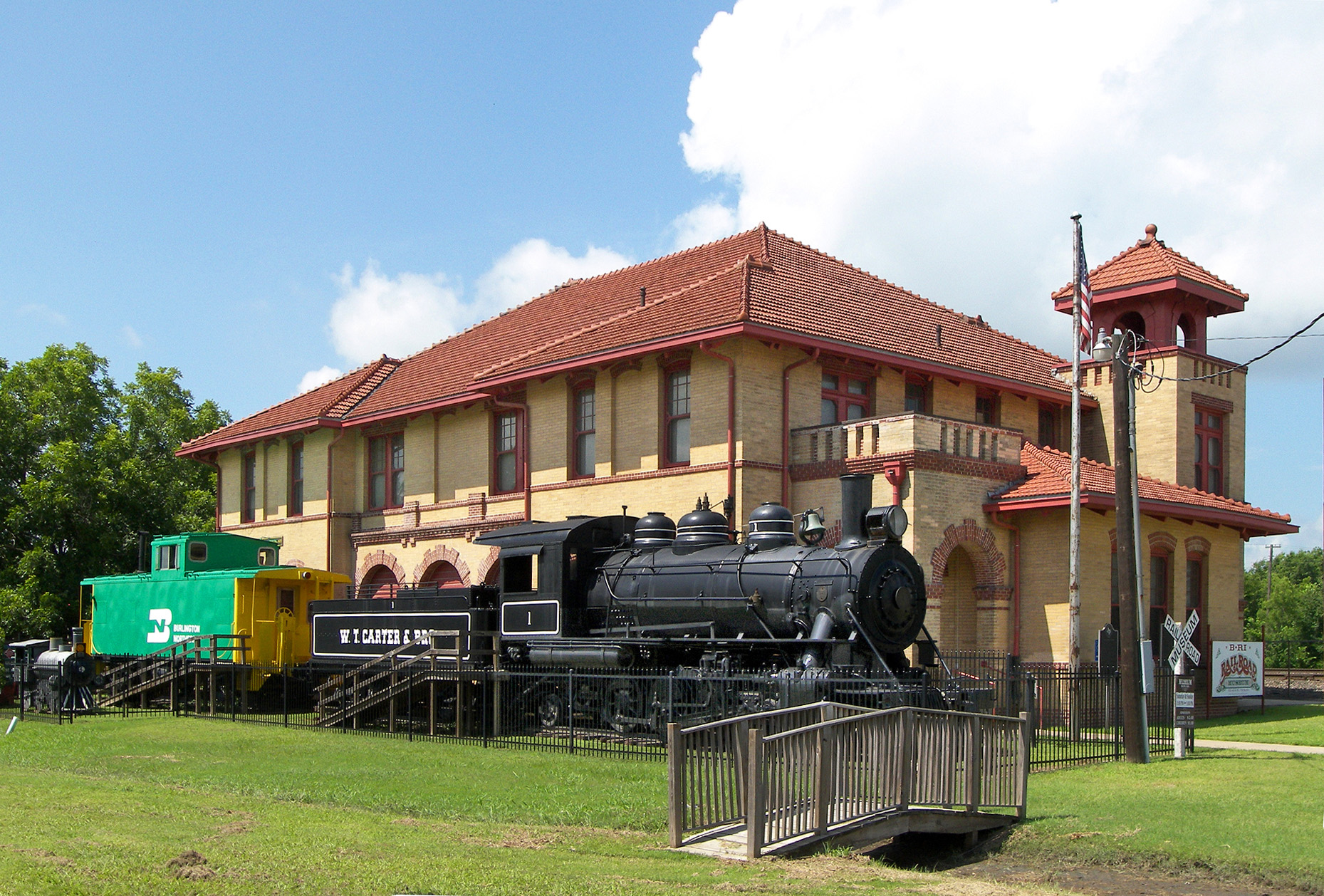
Le dépôt historique du Trinity and Brazos Valley Raliway à Teague, Texas, devenu un musée.

En butte à des difficultés financières, il fut racheté par le Colorado and Southern Railway (C&S) le 1er août 1905. Benjamin F. Yoakum, un des directeurs du C&S, fut contacté pour étendre le réseau dans les vallées du fleuve Brazos et de la rivière Trinity. Dans le cadre des opérations de construction, le C&S  vendit la moitié des titres émis pour le projet au Chicago, Rock Island and Pacific Railroad (CRIP); ainsi le T&BV était contrôlé à 50-50 par le CRIP et le Chicago, Burlington and Quincy Railroad (CBQ), maison mère du C&S. 
Une extension de 360 km entre Mexia et Houston au sud, fut construite de 1905 à 1907. Le T&BV conclut un premier accord avec le Missouri-Kansas-Texas Railroad (MKT) entre Waxahachie et Dallas, et un second avec le Gulf, Colorado and Santa Fe Railway (GC&SF) entre Cleburne et Fort Worth à l'extrémité nord-ouest de son réseau, et entre Houston et Galveston à l'extrémité sud-est. À Houston, le T&BV prit 25 % du Houston Belt and Terminal Railway, lequel avait été construit par Yoakum.
Déficitaire depuis 1905, le Trinity and Brazos Valley finit par être placé en redressement judiciaire le 16 juin 1914. Ses droits de passages négociés avec le MKT et le GC&SF furent annulés. Trois administrateurs judiciaire se succédèrent: John W. Robins, L.H. Atwell, et John A. Hulen en 1919.
En 1930, le T&BV fut réorganisé sous le nom de Burlington-Rock Island Railroad (BRI) avec  Hulen comme premier président. Exploitant 487,5 km de voies, le BRI était toujours détenus par le CRIP et le C&S.

## Informations financières
Le capital de départ était de 300 000 $. En 1906, ses revenus dépassaient un million de dollars (842 000 $ en fret et le reste en voyageurs). En 1926, il détenait 37 locomotives, et les revenus atteignaient 2,6 millions de dollars, mais ceux dégagés par le service voyageurs avaient chuté de 15 % par rapport à l'année 1916. 

## Traduction
- (en) Cet article est partiellement ou en totalité issu de l’article de Wikipédia en anglais intitulé « Trinity and Brazos Valley Railway » (voir la liste des auteurs).